# Ченстоховское воеводство
Ченстоховское воеводство (пол. województwo częstochowskie) — существовавшее в период 1975—1998 годов как одно из 49 воеводств Польши, которые были упразднены в итоге административной реформы 1998 года. Занимало площадь 6182 км². В 1998 году насчитывало 779 600 жителей. Столицей воеводства являлся город Ченстохова.
В 1999 году территория воеводства отошла большей частью к Силезскому воеводству, и по несколько гмин — к Лодзинскому, Опольскому и Свентокшискому воеводствам.

## Города
Города Ченстоховского воеводства по числу жителей (по состоянию на 31 декабря 1998 года):
| 1. Ченстохова (257 812) 2. Мышкув (33 016) 3. Люблинец (29 359) 4. Клобуцк (13 254) 5. Олесно (10 027) 6. Калеты (9983) 7. Бляховня (9967) 8. Прашка (8230) | 1. Паенчно (6731) 2. Конецполь (6366) 3. Возники (4532) 4. Кшепице (4530) 5. Жарки (4387) 6. Добродзень (4168) 7. Щекоцины (3950) 8. Гожув-Слёнски (2606) 9. Козегловы (2493) |

## Население
| Год       | 1975    | 1980    | 1985    | 1990    | 1995    | 1998    |
| Население | 727 400 | 747 900 | 767 400 | 776 700 | 782 300 | 779 600 |